# 복어

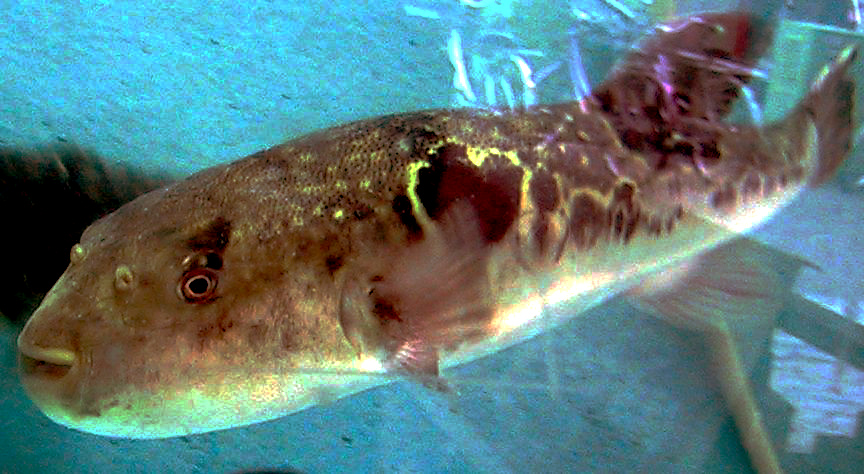
자주복의 모습.

복어(鰒魚, 문화어: 보가지, 영어: Fugu)는 참복과 물고기 가운데 먹는 것을 부르는 말이다. 껍질, 알, 간에 테트로도톡신(Tetrodotoxin)이라는 독이 있다. 요리 할 때는 독을 제거하고 먹는다. IUCN 지정 멸종 위기종이다.

## 특징
복어가 놀라거나 적의 습격을 당했을 때 입으로 물이나 공기를 들이마셔 배를 풍선 모양으로 뚱뚱하게 부풀리는데, 이것은 팽창낭의 기구에 의한 것이다. 이때 마시는 물의 양이 몸무게의 4배에 이르는 것도 있다. 이 팽창 습성은 발육 초기, 예를 들어 자주복의 경우에는 부화 후 2주일이면 나타난다. 
또 복어는 위협받으면 이를 갈아서 대응하기도 한다.
대배분 등지느러미와 뒷지느러미를 물결 모양으로 움직여서 유영하는데 몸이 둥글어 속도가 느리다. 
어릴 때에는 동물성 플랑크톤을 먹고 자라나 성어가 되면 새우·게·갯지렁이·조개·물고기·해파리 등을 먹는다. 
부화 후 20일 정도면 이빨과 턱의 근육이 단단해지고 물체를 이빨로 물어뜯는 습성이 생긴다.
복어는 위험할 때 독을 가진 가시를 돋아낸다. 
복어는 독을 가진 것으로 유명한데 난소하고 간에 맹독을 품고 있는데, 배에는 소량의 독이 있으며, 피부·정소·혈액·살에는 매우 적다. 
복어는 특수한 요리 재료로서 맛이 좋아 수요가 많고 값도 비싼데다 요리방법의 발달로 수요가 급증하여 여러 곳에서 양식을 하고 있다.
독성이 강한 복어일수록 맛이 좋은데, 식용으로 많이 이용되는 종은 자주복(참복)·검복·까치복·복섬 등 몇 종류에 불과하다. 
복어는 늦가을부터 초봄까지 맛이 가장 좋으며, 특히 일본에서 인기가 많다. 
한국에서는 제주도 근해에서 복어잡이가 활발하다.
양식 복어에는 독이 없는데, 그 까닭은 자연산하고 양식 복어의 환경 차이에 의한 것이다. 
자연산 복어의 경우 세균이나 먹이, 플랑크톤으로부터 테트로도톡신이 생성되는 반면 양식 복어에는 이와 같은 환경을 접하지 못하기 때문에 독이 생기지 않는다.

### 독성
복어는 장기, 특히 간, 난소, 눈, 피부에 치명적인 양의 테트로도톡신을 함유하고 있다. 나트륨 통로 차단제인 독은 피해자가 의식을 유지하는 동안 근육을 마비시킨다. 중독된 피해자는 숨을 쉴 수 없고 결국 질식사한다. 복어 독에 대해 알려진 해독제는 없다. 일반적인 치료법은 독이 피해자의 몸에서 대사되어 배설될 때까지 호흡기와 순환계 활동을 돕는 것이다.
연구원들은 복어의 테트로도톡신은 시간이 지남에 따라 물고기가 무감각해지는 테트로도톡신이 가득한 박테리아가 있는 다른 동물들을 먹음으로써 생긴다고 밝혔다. 테트로도톡신이 공생 박테리아로부터 분리되는지 아니면 공생 박테리아에 의해 생성되는지는 여전히 논란이 되고 있다. 이와 같이, 어업 종사자들이 안전한 복를 생산할 수 있도록 하기 위한 연구와 양식업의 노력이 이루어지고 있다. 오이타현의 우스키 마을은 독성이 없는 복어를 판매하는 것으로 유명하다.

### 독소
테트로도톡신(TTX)은 복어뿐만 아니라 문어, 게, 조개, 개구리, 쐐기풀 및 기타 수생 동물로부터 분리된 천연 제품이다. 그것은 신경의 전기 신호를 차단하는 강력한 신경독이다. 그것은 그 세포의 세포막에 있는 나트륨 통로의 구성 요소들과의 상호작용을 통해 작용한다. 혈액과 뇌의 영역은 침범하지 않는다.
테트로도톡신는 복어와 테드토도톡신을 가지고 있지 않는 다른 수생 동물들에 의해 생산되지 않는다. 오히려, 알테로모나스, 쉐와넬라, 비브리오 종과 같은 박테리아가 테트로도톡신을 가지고 있지 않는 동물 종에 감염되거나 공존하며, 그것의 생산을 위한 박테리아 생합성 경로가 형성된다.
쥐를 이용한 동물 연구에서, 테트로도톡신의 평균 치사량은 kg당 232 µg인 것으로 밝혀졌다. 테트로도톡신 수준은 준비 과정(대부분의 독성 물질 제거, 경화 및 절임 처리)에 의해 영향을 받지만, 요리에 의해 크게 영향을 받지 않는 것으로 보고되었다.
테트로도톡신의 독성에도 불구하고, 테트로도톡신은 임상적인 치료적 용도를 가지고 있다.
테트로도톡신는 임상 2상과 3상에서 평가되었으며 심각한 부작용을 증가시키지 않고 암 관련 통증을 치료하는 데 효과적이었다.

### 치료
오렌지 레몬 자몽
산초 초피
오징어 문어 식용조개
단백질 분해 효소 아밀라아제
소화제 프로테아제
췌장 이자액 판크레아틴
유산균 소화균 낙산균 비피더스균
Lgg 면역글로불린
아연
테트로도톡신 중독의 증상은 현기증, 탈진, 두통, 메스꺼움 또는 호흡 곤란을 포함한다. 중독된 사람은 의식은 있지만 말하거나 움직일 수 없다. 고용량에서는 호흡이 멈추고 질식사가 뒤따른다.
현재까지 알려진 해독제는 없으며, 치료는 위를 비우고 활성탄을 투여하여 독소를 결합시키고 독이 없어질 때까지 생명 유지 장치를 사용한다. 독성학자들은 테트로도톡신에 대한 해독제를 개발하기 위해 지속적으로 여러가지 노력을 기울이고 있다.

## 생태
난생어로 산란기는 봄에서 여름 사이이다. 점착란을 낳는 것과 비점성 침성란을 낳는 것이 있으며, 점착란을 낳는 것은 수컷이 알을 보호한다.

## 요리

### 대한민국

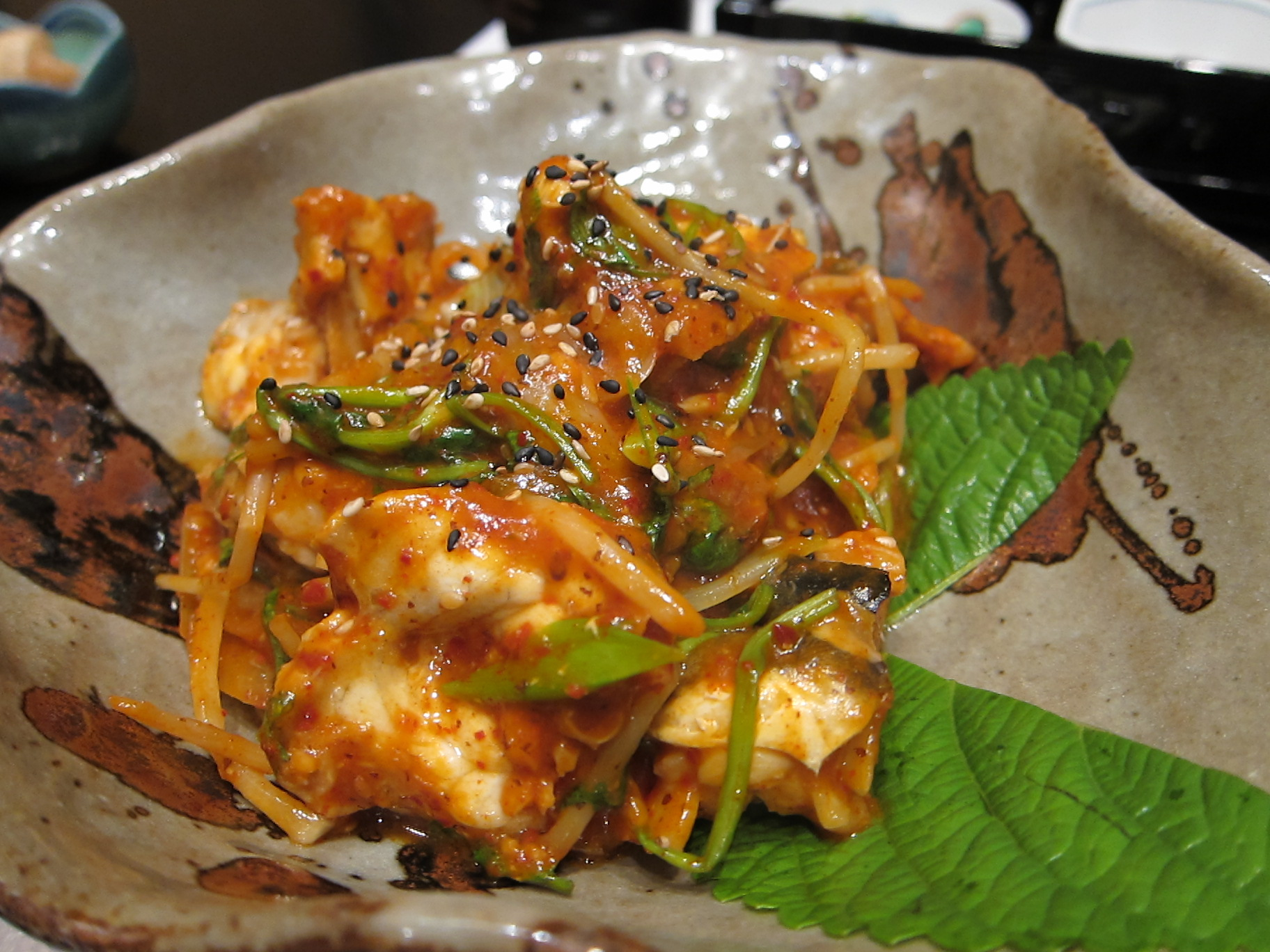
대한민국의 복어조림.

한국에서도 복어로 만든 요리가 인기있다. 복어조림, 복어불고기, 복어찜, 복어회, 복국 등으로 소비된다.

#### 복어불고기
대구광역시 10미로 선정된 요리다.

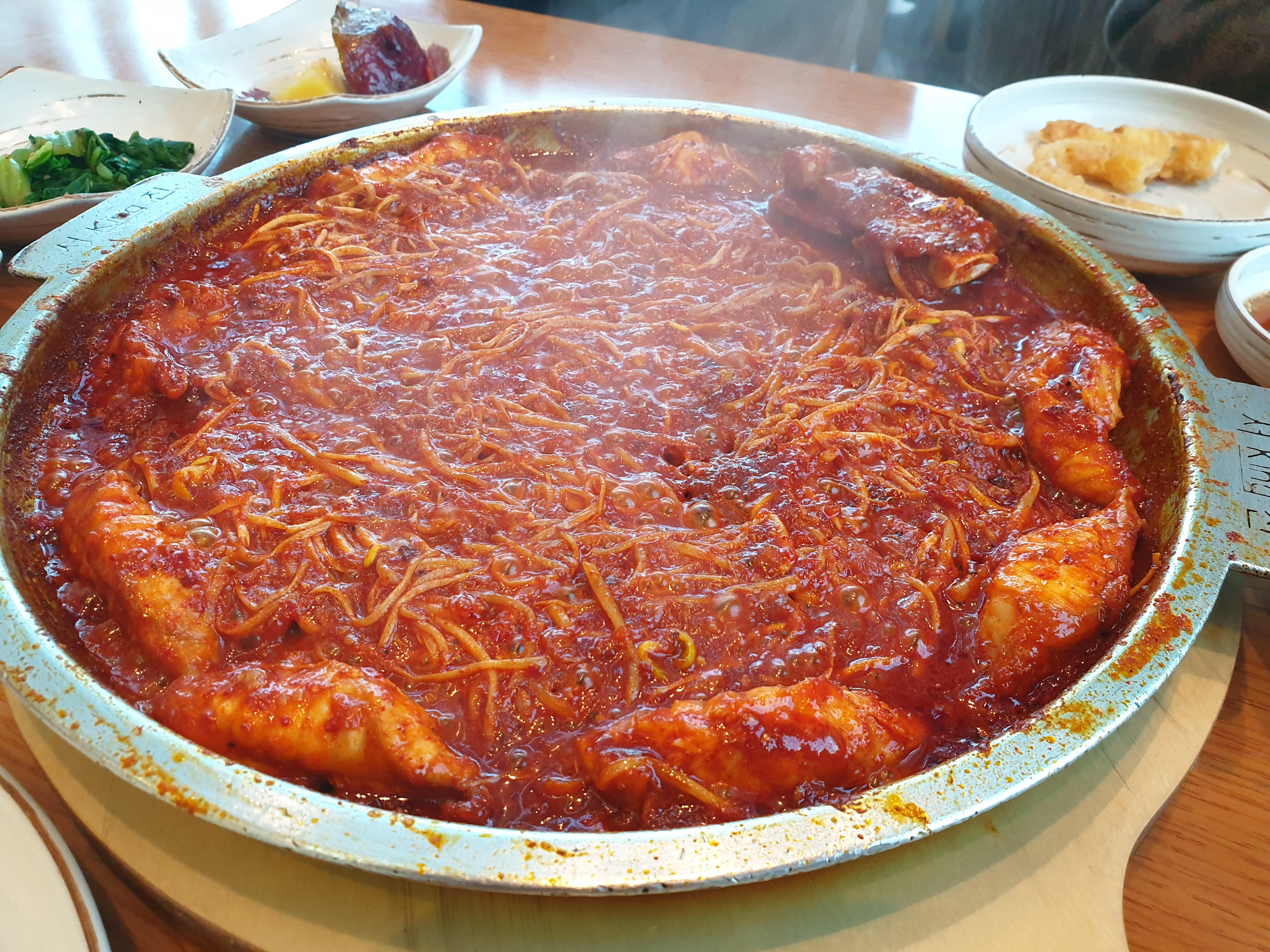
경산시의 복어불고기

복어에 콩나물, 미나리 등을 넣고 매운 양념에 볶는 요리다. 다 먹고 난 후 남은 양념에 밥을 볶아 먹기도 한다.

### 일본

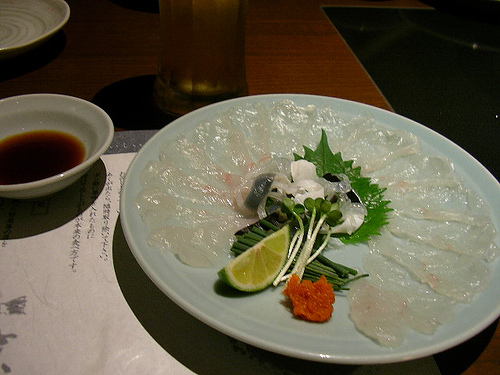
일본의 복어사시미.

### 규정
복어 개체수 감소를 방지하기 위해 엄격한 어업 규정이 시행되고 있다. 대부분의 복어는 산란기인 봄에 어획되어 양식된다. 일본 최대의 복어 도매시장은 시모노세키에 위치해있다.

### 양식업
나가사키 대학의 과학자들은 물고기의 먹이를 통제함으로써 독성이 없는 복어를 배양하는 데 성공했다. 이 실험에는 2001년부터 2004년까지 5,000마리 이상의 물고기를 기르고 근육, 피부, 생식샘, 간 및 기타 장기의 독성을 분석하였다. 연구팀은 이 모든 부분에서 테트로도톡신의 독성이 없으며, 복어 양식의 안전성 보장을 가능하게 할 것이라고 결론을 내렸다.
복어는 1993년부터 중국의 한 회사에서 양식되고 있다. 2012년 기준으로, 대부분의 그러한 생선들은 국내 명품 시장과 함께 일본과 한국으로 수출된다. 2016년, 중국 정부는 독성이 없는 양식 어류가 널리 이용 가능해지자 식당 복어에 대한 금지를 전면 해제하였다.

## 같이 보기
- 복어조리기능사
- 참복과
- 후구계획